# SDN48 1st Stage「誘惑的吊襪帶」
『SDN48 1st Stage「誘惑的吊襪帶」』（日语：SDN48 1st Stage「誘惑のガーター」）是SDN48的第1台劇場公演。本項亦有2期生公演的記述。

## 概要
是SDN48第一次的原作公演。2期生公演亦有使用。

## 公演内容

### 曲目
1. 《overture》（SDN48 ver.）
2. 《Saturday night party》
（作詞：秋元康　作曲・編曲：Saiuma）
3. 《Never!》
（作詞：秋元康　作曲・編曲：GEN）
4. 《Black boy》
（作詞：秋元康　作曲・編曲：KUMA）
5. 《誘惑的吊襪帶》（誘惑のガーター）
（作詞：秋元康　作曲・編曲：BOUNCEBACK）
6. 《I'm sure.》
（作詞：秋元康　作曲：鈴木ともよし　編曲：野中"まさ"雄一）
7. 《All In》（オールイン）
（作詞：秋元康　作曲：鈴木大輔　編曲：百石元）
8. 《悍馬女士》（じゃじゃ馬レディー）
（作詞：秋元康　作曲・編曲：ヒザシ）
9. 《加油麗娜》（ガンバリーナ）
（作詞：秋元康　作曲：奥田もとい　編曲：武藤星児）
10. 《普通的您》（普通のあなた）
（作詞：秋元康　作曲・編曲：森安信夫）
11. 《Best by…》
（作詞：秋元康　作曲：奥田もとい　編曲：市川裕一）
12. 《為了被愛》（愛されるために）
（作詞：秋元康　作曲：生田真心　編曲：武藤星児）

安可曲
1. 《孤獨的跑者》（孤独なランナー）
（作詞：秋元康　作曲：宮島律子　編曲：野中"まさ"雄一）
2012年1月舉辦的「AKB48 重溫時間 最佳曲目100 2012」是公演曲中得到最高位，亦是SDN48的公演曲中歴代最高位的第3位（公演曲歴代最高位是2009年，AKB48・Team B的『初日』第1位）[1]
2. 《逃避行》（逃避行）
（作詞：秋元康、作曲：斉門、編曲：Funta7）
3. 《吸血鬼計劃》（ヴァンパイア計畫）
（作詞：秋元康、作曲：田垣内孝治、編曲：野中"まさ"雄一）

### 演出
- 最初的3首曲「Saturday night party」參加的成員是白色的服裝，「Never!」的成員是紅色的服裝，「Black boy」的成員穿藍色的服裝。
- 「Best by…」和「為了被愛」每天有三分鐘的視頻。

## SDN48 1st Stage「誘惑的吊襪帶」公演
- 公演期間：2009年8月1日 - 2012年3月28日
- 出演成員
穐田和惠・伊藤花菜・今吉惠・梅田悠・浦野一美・大河内美紗・大堀惠・甲斐田樹里・加藤雅美・河内麻沙美・近藤沙耶香・佐藤由加理・芹那・陳屈・NaChu・西国原礼子・野呂佳代・畠山智妃・三井裕美
※甲斐田在2009年12月25日正式出演　之後小原・手束・なちゅ都是正式出演
※岩田在2009年9月24日辞退。仲里在2009年12月24日畢業。伊藤在2011年2月10日辞退。
- 小組曲担当
  - Saturday night party（穐田・大河内・加藤・チェン・畠山）
  - Never!（上記的成員＋今吉・河内・佐藤由・芹那・野呂）
  - Black boy（上記的成員＋梅田・浦野・大堀・近藤・西国原・三井）
  - 誘惑的吊襪帶（穐田・加藤・佐藤由）
  - I'm sure（畠山 or 小原・大河内）
  - All In（今吉・近藤・チェン・西国原・野呂）
  - 悍馬女士（梅田・浦野・大堀・河内・芹那・畠山）

## SDN48 1st Stage 2期生&3期生「誘惑的吊襪帶」公演
- 公演期間：2010年5月15日 -
- 出演成員
相川友希・亞希子・伊東愛・大山愛未・木本夕貴・光上せあら・駒谷仁美・KONAN・尻無浜冴美・シヨン・たかはしゆい・谷咲伴美・津田麻莉奈・戶島花・奈津子・二宮悠嘉・早川沙世・福田朱子・福山咲良・藤社優美・細田海友・松島瑠美・miray
※公演開始当初是1期生的伊藤・大河内・小原・手束・なちゅ也作為支援成員而出演。
※福山在2010年10月16日畢業。二宮在2011年5月12日畢業。谷咲在同年5月29日畢業。同早川在年7月28日辞退。

- 小組曲担当
  - Saturday night party（木本・谷咲→光上・二宮→畠山 or 駒谷・福田・シヨン）
  - Never!（上記的成員+相川・KONAN・たかはし・松島・尻無浜・戸島）
  - Black boy（上記的成員+亞希子・大山・津田・奈津子・藤社・細田・miray）
  - 誘惑的吊襪帶（相川・福田・福山→小原 or 戸島）
  - I'm sure（亞希子・奈津子）
  - All In（伊東・KONAN・谷咲→甲斐田 or 光上・藤社・細田）
  - 悍馬女士（大山・木本 or miray・たかはし・津田・二宮→畠山or駒谷・松島）

## 錄音室收錄CD
公演曲由公演成員收錄。

### 誘惑的吊襪帶（CD）
- 收錄曲
  1. overture (SDN48 ver.)
  2. Saturday night party
  3. Never!
  4. Black boy
  5. 誘惑的吊襪帶
  6. I’m sure.
  7. All In
  8. 悍馬女士
  9. 加油麗娜
  10. 普通的您
  11. Best by…
  12. 為了被愛
  13. 孤獨的跑者
  14. 逃避行
  15. 吸血鬼計劃

## 劇場公演DVD

### 誘惑的吊襪帶（DVD）
- 收錄曲
  1. overture (SDN48 ver.)
  2. Saturday night party
  3. Never!
  4. Black boy
  5. 誘惑的吊襪帶
  6. I’m sure.
  7. All In
  8. 悍馬女士
  9. 加油麗娜
  10. 普通的您
  11. Best by…
  12. 為了被愛
  13. 孤獨的跑者
  14. 逃避行
  15. 吸血鬼計劃

## 備註
1. ↑  SDN48涙「孤独なランナー」が有終3位 （页面存档备份，存于） - サンケイスポーツ（2012年1月22日）

## 外部連結
- SDN48 Setlist
- 「誘惑的吊襪帶」CD、DVD - Universal Music LLC